# شارل زورغبيب
شارل زورغبيب (بالفرنسية: Charles Zorgbibe)‏ (مواليد 1935 في الجزائر العاصمة)، هو كاتب وباحث فرنسي. حائز على شهادة التبريز (كفاءة التعليم الجامعي) في القانون العام. شغل منصب نائب رئيس جامعة باريس-الجنوبية، وعميد كلية الحقوق فيها منذ كانون الثاني 1977. وقبل ذلك، كان، على التوالي، مديراً لمركز القانون الفرنسي في جامعة السار، ومساهماً في أبحاث مجلس العلاقات الخارجية في نيويورك، واستاذاً محاضراً في المدرسة الوطنية للإدارة، وفي المؤسسة الدولية للإدارة العامة، وهو اختصاصي كبير في العلاقات الدولية، ويشرف، بهذه الصفة، على مؤسستين متخصصتين: المجلس الأطلسي للدراسات الاستراتيجية، والمؤسسة الدولية للدراسات الدبلوماسية. وهو معلق معروف في الموند الدبلوماسي، ومتعاون في مجلة الدفاع الوطني، نشر عشرات مؤلفات في القانون الدولي، والسياسة الخارجية، والعلاقات الدولية.

## من مؤلفاته
له مؤلفات كثيرة منها:
- كتاب: سياسة الكبار في البحر الأبيض المتوسط (مُترجم للعربية موجود).